# Giro d’Italia

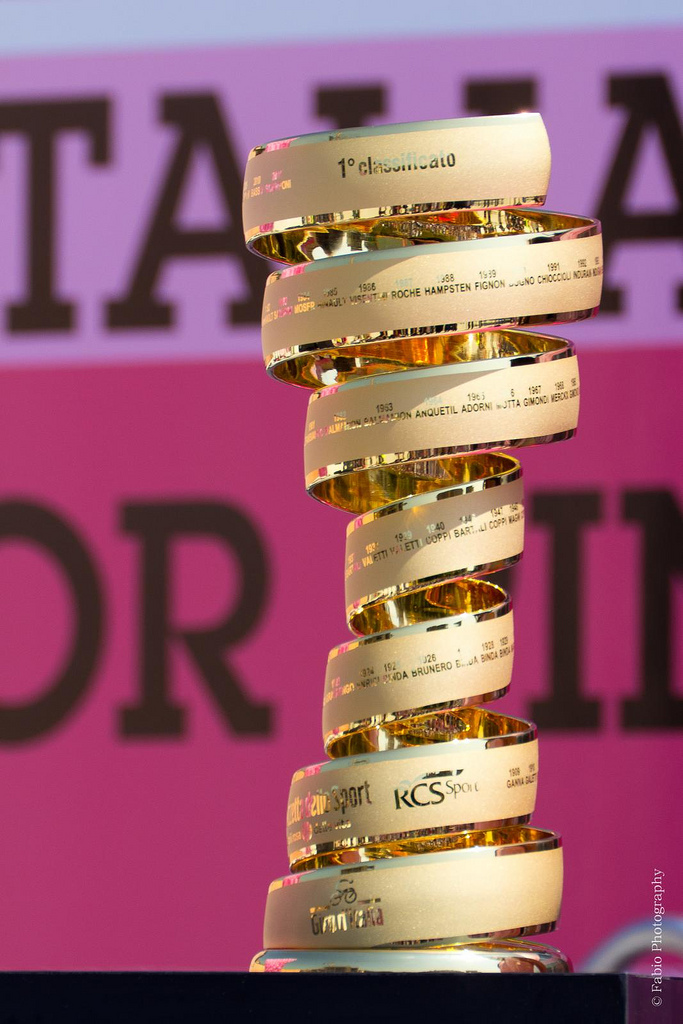
Die Trophäe („trofeo senza fine“) des Giro d’Italia

Der Giro d’Italia [ˈdʒiːro diˈtaːlja] (italienisch für Italienrundfahrt) ist eines der bedeutendsten Etappenrennen im Straßenradsport der Männer. Es gehört mit der Tour de France und der Vuelta a España zu den Grand Tours.
Seit 1909 wird der Giro d’Italia alljährlich im Mai ausgetragen und führt dabei in wechselnder Streckenführung durch Italien und das nahe Ausland. Während des Ersten Weltkriegs fiel das Rennen von 1915 bis 1918 aus, der Zweite Weltkrieg bedingte eine Unterbrechung von 1941 bis 1945. Aufgrund der COVID-19-Pandemie wurde der Giro d’Italia 2020 auf Oktober verschoben.
Das Rennen wird von der RCS MediaGroup veranstaltet, die auch die Lombardei-Rundfahrt sowie Mailand–Sanremo, Strade Bianche, Mailand–Turin und Tirreno–Adriatico organisiert.
Seit 1988 wird im Frauenradrennsport der Giro d’Italia Women ausgetragen. Außerdem findet jährlich das Männernachwuchsrennen Giro Next Gen statt.

## Geschichte

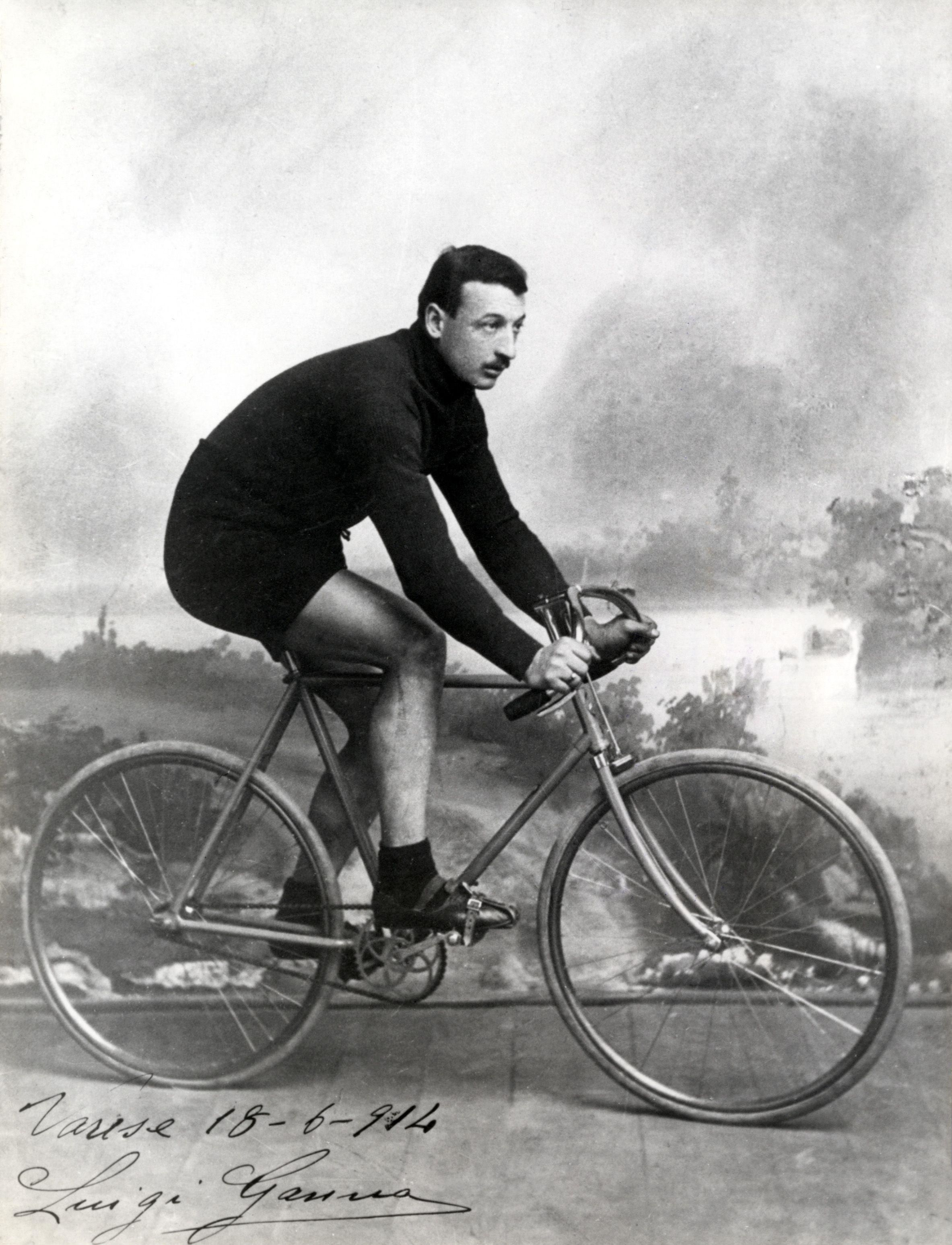
Luigi Ganna, Gesamtsieger des ersten Giro d’Italia 1909

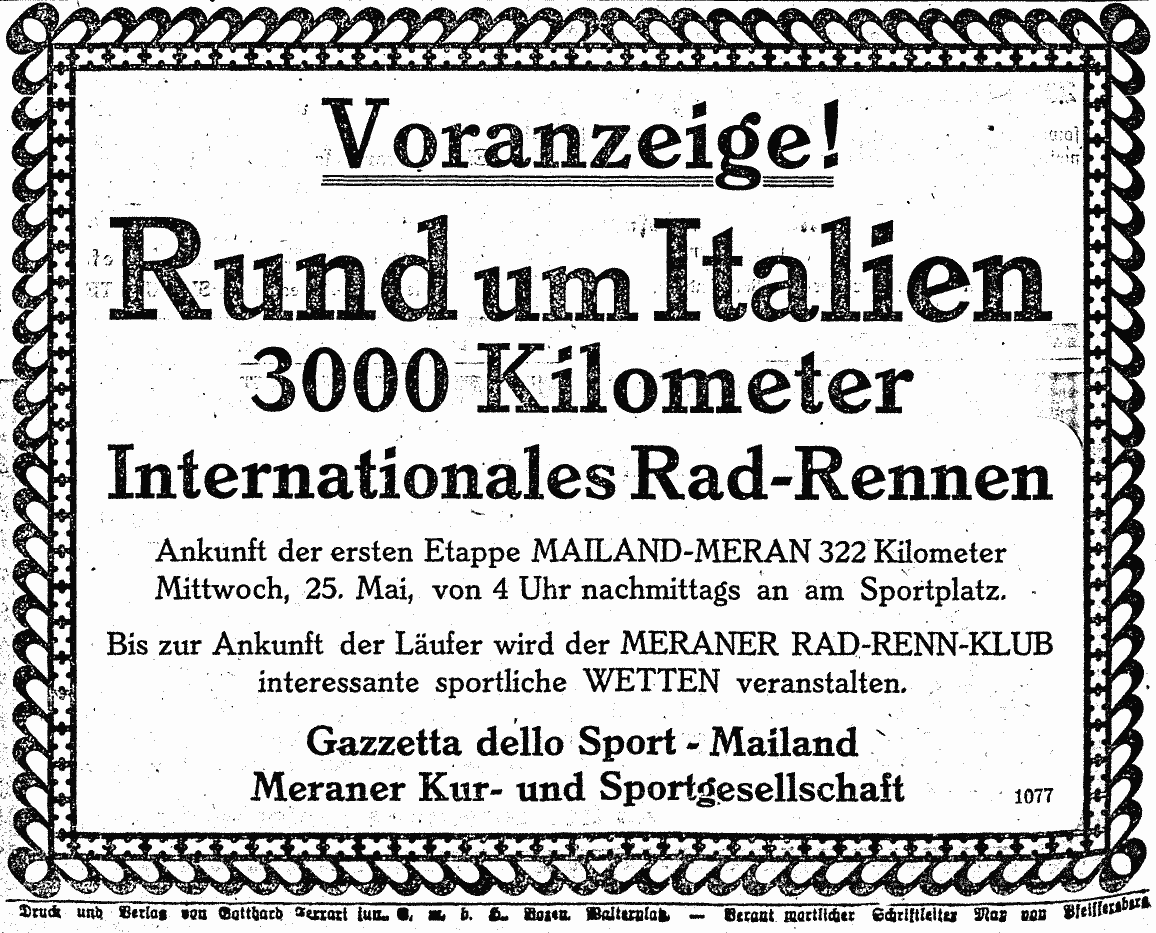
Vorankündigung des Giro d’Italia in den Bozner Nachrichten vom 14. Mai 1921

Der Herausgeber der Gazzetta dello Sport Eugenio Camillo Costamagna und die Redakteure Armando Cougnet und Tullo Morgagni waren, angeregt durch die Tour de France, die Initiatoren des ersten Giro. Die Finanzierung erfolgte mit Hilfe des italienischen Radsportverbands, des Corriere della Sera und verschiedener Firmensponsoren.
Seit 1909 wird der Giro d’Italia alljährlich – mit Ausnahme der Zeit des Ersten und Zweiten Weltkriegs und des Jahres 2020 – während dreier Wochen im Mai ausgetragen und führt dabei in wechselnder Streckenführung quer durch Italien und das nahe Ausland. Der erste Giro d’Italia wurde am 13. Mai 1909 gestartet. Er führte in acht Etappen von Mailand bis Neapel und auf anderer Route wieder zurück nach Mailand, wo am 30. Mai in der Arena Civica Zieleinlauf war. Gesamtsieger wurde Luigi Ganna.
Im Jahr 2005 wurde das Rennen der Männer in die neu geschaffene UCI ProTour aufgenommen. Jedoch wurde die Rundfahrt auf Grund des Drucks der Veranstalter zur Saison 2008 aus der Rennserie genommen. Seit 2011 gehört das Rennen zur Nachfolgeserie UCI WorldTour.

## Fakten und Rekorde
- Drei Fahrer haben den Giro jeweils fünfmal gewonnen: Alfredo Binda, Fausto Coppi und Eddy Merckx.
- Am häufigsten auf dem Podium stand Felice Gimondi. Zwischen 1965 und 1976 gelang ihm dies neunmal.
- Eddy Merckx trug das Maglia Rosa in seiner Karriere insgesamt an 79 Tagen. Dies hat bisher kein weiterer Fahrer erreicht.
- Der längste Giro führte 1954 über 4337 Kilometer, der kürzeste 1912 über 2443 Kilometer.
- Das erste Maglia Rosa wurde 1931 an den Sieger der 1. Etappe Learco Guerra vergeben.
- 1948 gab es den geringsten Zeitabstand des Siegers auf den Zweitplatzierten. Fiorenzo Magni gewann mit 11 Sekunden Vorsprung vor Ezio Cecchi.
- Die häufigsten Teilnahmen am Giro verzeichnet Wladimiro Panizza, der achtzehnmal an den Start ging.
- Die höchste Anzahl an Teilnehmern hatte der Giro 1928 mit 298 Starten, die geringste Zahl der Giro 1912 mit 54 Teilnehmern.
- Jüngster Sieger war Fausto Coppi mit 20 Jahren, ältester Sieger Fiorenzo Magni mit 34 Jahren.
- Ältester Teilnehmer war Giovanni Gerbi, der bei seinem Start 1932 47 Jahre alt war.
- Den längsten Ausreißversuch auf einer Etappe unternahmen 1954 Rik van Steenbergen, Michele Gismondi und Adri Voorting, die 235 Kilometer an der Spitze fuhren. Van Steenbergen gewann die Etappe von Bari nach Neapel.
- Die meisten Etappensiege errungen hat bisher Mario Cipollini mit 42 Tageserfolgen.[1][2]

(Alle Angaben beziehen sich auf den Stand Juni 2023.)

## Charakteristik
Der Kurs setzt sich regelmäßig entsprechend den landschaftlichen Gegebenheiten Italiens abwechselnd aus Flachetappen, die die Sprinter favorisieren, mittelschweren Etappen, die sich für Ausreißergruppen eignen, und Hochgebirgsetappen, auf denen die Rundfahrt häufig entschieden wird, zusammen. Außerdem finden meist zwei Einzelzeitfahren statt. Auch Mannschaftszeitfahren waren in einigen Jahren Bestandteil der Rundfahrt.

## Palmarès
Den Rekord von jeweils fünf Gesamtsiegen bei der Corsa Rosa halten drei Fahrer: Die Italiener Alfredo Binda und Fausto Coppi gewannen zwischen 1925 und 1933 beziehungsweise zwischen 1940 und 1953, der belgische „Kannibale“ Eddy Merckx errang seine Siege zwischen 1968 und 1974.
Die meisten Etappensiege hat Mario Cipollini aufzuweisen, der im Jahre 2003 seinen 42. Erfolg seit 1989 feiern konnte und damit den Uralt-Rekord von Alfredo Binda (41 Etappensiege) übertraf. Mit neun Siegen bei einem einzigen Giro erreichte Alessandro Petacchi 2004 einen Nachkriegsrekord.
| #  | Name                | Siege |
| -- | ------------------- | ----- |
| 1  | Mario Cipollini     | 42    |
| 2  | Alfredo Binda       | 41    |
| 3  | Learco Guerra       | 31    |
| 4  | Costante Girardengo | 30    |
| 5  | Alessandro Petacchi | 27    |
| 6  | Giuseppe Saronni    | 24    |
| 6  | Eddy Merckx         | 24    |
| 8  | Francesco Moser     | 23    |
| 9  | Roger De Vlaeminck  | 22    |
| 9  | Fausto Coppi        | 22    |
| 11 | Franco Bitossi      | 21    |
| 12 | Giuseppe Olmo       | 20    |
| 12 | Miguel Poblet       | 20    |
| 14 | Gino Bartali        | 17    |
| 14 | Adolfo Leoni        | 17    |
| 14 | Mark Cavendish      | 17    |
| 17 | Raffaele di Paco    | 16    |
| 17 | Guido Bontempi      | 16    |

Stand: Juni 2025
Bisher haben Fahrer aus 37 Ländern mindestens eine Etappe gewonnen. Die bislang meisten Etappen wurden mit Abstand von Italienern gewonnen.
| Rang | Nation                 | Siege | Sieger |
| --- | ---------------------- | ----- | ------ |
| 1 | Italien                | 1294  | 386    |
| 2 | Belgien                | 171   | 51     |
| 3 | Spanien                | 117   | 57     |
| 4 | Frankreich             | 78    | 48     |
| 5 | Schweiz                | 57    | 25     |
| 6 | Deutschland            | 44    | 23     |
| \| Für die Gesamt-/Teilansicht der Tabelle bitte \| \| \| \| \| 7 \| Australien \| 43 \| 21 \| \| 8 \| Niederlande \| 37 \| 21 \| \| 9 \| Kolumbien \| 34 \| 17 \| \| 9 \| Vereinigtes Königreich \| 34 \| 10 \| \| 11 \| Russland \| 24 \| 9 \| \| 12 \| Dänemark \| 19 \| 12 \| \| 13 \| Vereinigte Staaten \| 15 \| 12 \| \| 13 \| Slowenien \| 15 \| 6 \| \| 15 \| Norwegen \| 13 \| 5 \| \| 16 \| Luxemburg \| 12 \| 2 \| \| 17 \| Ukraine \| 11 \| 4 \| \| 18 \| Schweden \| 9 \| 6 \| \| 18 \| Irland \| 9 \| 6 \| \| 20 \| Tschechien \| 7 \| 5 \| \| 20 \| Ecuador \| 7 \| 3 \| \| 20 \| Portugal \| 7 \| 3 \| \| 23 \| Polen \| 5 \| 1 \| \| 23 \| Slowakei \| 5 \| 2 \| |                        |       |        |
| Für die Gesamt-/Teilansicht der Tabelle bitte |                        |       |        |
| 7 | Australien             | 43    | 21     |
| 8 | Niederlande            | 37    | 21     |
| 9 | Kolumbien              | 34    | 17     |
| 9 | Vereinigtes Königreich | 34    | 10     |
| 11 | Russland               | 24    | 9      |
| 12 | Dänemark               | 19    | 12     |
| 13 | Vereinigte Staaten     | 15    | 12     |
| 13 | Slowenien              | 15    | 6      |
| 15 | Norwegen               | 13    | 5      |
| 16 | Luxemburg              | 12    | 2      |
| 17 | Ukraine                | 11    | 4      |
| 18 | Schweden               | 9     | 6      |
| 18 | Irland                 | 9     | 6      |
| 20 | Tschechien             | 7     | 5      |
| 20 | Ecuador                | 7     | 3      |
| 20 | Portugal               | 7     | 3      |
| 23 | Polen                  | 5     | 1      |
| 23 | Slowakei               | 5     | 2      |

## Wertungen
Die Wertungen folgen dem Reglement der Union Cycliste Internationale für Etappenrennen und dem Sonderreglement des Veranstalters RCS Sport. Das Reglement wird dabei regelmäßig verändert, die Grundzüge bleiben jedoch erhalten.

### Gesamtwertung

Rosa Trikot des Führenden in der Gesamtwertung

Der Führende der Gesamteinzelwertung trägt das Maglia Rosa – das italienische Pendant zum Gelben Trikot der Tour de France. Die Farbgebung lehnt sich an das blassrosafarbene Papier der Gazzetta dello Sport, dem Veranstalter des Giro, an.
Beim Mannschaftszeitfahren wird die Zeit des fünften Fahrers für das Team gewertet und für die ersten fünf Fahrer des Teams in die Gesamtwertung übernommen. Die übrigen Fahrer des Teams werden mit ihrer realen Zeit gewertet.
Die Etappenersten erhalten auf allen Etappen außer den Zeitfahretappen 10, 6 und 4 Sekunden Zeitbonifikation in der Gesamtwertung; die ersten drei der Zwischensprints 3, 2 und 1 Sekunde.

### Punktewertung

Zyklaminrotes Trikot des Führenden in der Punktewertung

Der Führende der Punktewertung erhält seit 2017 ein zyklamrotes (auch: alpenveilchenrotes) Trikot (Maglia ciclamino). Von 2010 bis 2016 wurde dafür das Maglia Rossa (Rotes Trikot) vergeben. Punkte für dieses Klassement kann man bei der Zielankunft und bei den Zwischensprints während einer Etappe sammeln. Seit 2013 werden auf jeder Etappe zwei Zwischensprints ausgetragen. Davor gab es nur einen Zwischensprint pro Etappe. Zwischensprints werden nicht nur in der Ebene durchgeführt, sondern können sich auch in Steigungen befinden. Im Gegensatz zur Tour de France, wo es bei Flachetappen mehr Punkte als bei Bergetappen gibt, wurde beim Giro bis 2014 im Ziel jeder Etappe die gleiche Punktzahl vergeben. Dies hatte zur Folge, dass die Punktewertung häufig von Klassementfahrern gewonnen wurde. So konnte 2012 Joaquim Rodríguez das Maglia Rossa mit einem Punkt Vorsprung auf Mark Cavendish gewinnen. Seit 2015 ist die Punktevergabe auch beim Giro nach Etappenkategorien differenziert.
Für die ersten Fahrer im Ziel einer Etappe und eines Zwischensprints wurden die Punkte 2019 abhängig von der Art der Etappe wie folgt vergeben:
- Flachetappen (Etappenkategorien a und b): 50, 35, 25, 18, 14, 12, 10, 8, 7, 6, 5, 4, 3, 2, 1 – Zwischensprints: 20, 12, 8, 6, 4, 3, 2, 1
- Mittelgebirgsetappen (Etappenkategorie c): 25, 18, 12, 8, 6, 5, 4, 3, 2, 1 – Zwischensprints: 10, 6, 3, 2, 1
- Bergetappen/Zeitfahren (Etappenkategorien d und e): 15, 12, 9, 7, 6, 5, 4, 3, 2, 1 – Zwischensprints: 8, 4, 1

Bei Punktgleichheit entscheidet:
1. Die Anzahl der Etappensiege
2. Die Anzahl der gewonnenen Zwischensprints

### Bergwertung

Azurblaues Trikot des Führenden in der Bergwertung (ab 2011)

Seit 1933 werden während des Giros Bergwertungen durchgeführt. Von 1974 bis 2011 wurde für den Führenden in der Bergwertung ein Grünes Trikot (Maglia Verde) vergeben. 2012 wurde die Farbe dieses Führungstrikots durch das azurblaue Maglia Azzurra ersetzt.
Punkte gibt es auf den Gipfeln von Bergen beziehungsweise an Hügeln. Dies hängt von der Länge und Schwierigkeit des Anstiegs ab. An der höchsten Stelle eines Giro gibt es die meisten Punkte. Die Wertung nennt sich Cima Coppi zu Ehren von Fausto Coppi, des 5-fachen Gewinners der Italienrundfahrt.
Für 2015 galt folgendes Schema:
- Cima Coppi: 45, 30, 20, 14, 10, 6, 4, 2, 1
- 1. Kategorie: 35, 18, 12, 9, 6, 4, 2, 1
- 2. Kategorie: 15, 8, 6, 4, 2, 1
- 3. Kategorie: 7, 4, 2, 1
- 4. Kategorie: 3, 2 und 1 Punkte für die ersten drei Fahrer

Einziger deutscher Gewinner ist Fabian Wegmann, der 2004 das Grüne Trikot tragen konnte.

### Nachwuchswertung

Weißes Trikot des Führenden in der Nachwuchswertung

Das Weiße Trikot wird mit Unterbrechungen seit 1976 an den besten Nachwuchsfahrer unter 25 Jahren vergeben. Der Träger des Weißen Trikots (Maglia Bianca) wird anhand des Gesamtklassements ermittelt, indem alle für die Wertung nicht relevanten Fahrer aus selbiger gestrichen werden.
Die Wertung Classifica giovani wurde zwischen 1995 und 2006 nicht ausgetragen. Zwischenzeitlich wurde statt des Weißen Trikots das Blaue Trikot vergeben. Im Jahr 2007 wurde die Wertung und das Weiße Trikot wieder eingeführt.
Erster Gewinner des Weißen Trikots in der Geschichte der Rundfahrt war 1976 der Italiener Alfio Vandi. Erster Träger seit der Wiedereinführung im Jahr 2007 sein Landsmann Enrico Gasparotto.

### Mannschaftswertung
Der Giro ist das einzige Rennen der GrandTours, bei dem es zwei Mannschaftswertungen gibt. Für die Mannschaftswertung Trofeo Fast Team, zwischenzeitlich auch als  Winning Team bezeichnet, werden bei jeder Etappe die Zeiten der besten drei Fahrer einer Mannschaft addiert. Diese Wertung gibt es schon seit der ersten Austragung und ist die wichtigere der beiden Mannschaftswertungen. Bei der Mannschaftswertung Super Team (früher Trofeo Super Team) handelt es sich um eine Teampunktewertung, bei der die besten 20 Fahrer im Ziel einer Etappe zwischen 20 und einem Punkt erhalten. Diese Wertung gibt es seit 1993. Außerdem gibt noch die Premio Fair Play für das Team mit den wenigsten ausgesprochenen Strafen.

### Weitere Wertungen
Weitere Einzelwertungen sind eine Wertung für die Zwischensprints Traguardi Volanti, die Premio „Azzurri d’Italia“, eine weitere Punktwertung, die nur die ersten drei Fahrer einer jeden Etappe berücksichtigt und die Premio Della Fuga, für welche die Fahrtkilometer in Ausreißergruppen addiert werden. Schließlich gibt es den Premio della Combattività (dt. Kampfpreis), der entgegen seinem Namen und anders als die Rote Rückennummer der Tour de France eine Kombinationswertung ist, bei der die ersten sechs Fahrer einer Etappe, die ersten fünf eines Zwischensprints, die ersten vier auf der Cima Coppi und einer Bergwertung der 1. Kategorie, die ersten drei einer Bergwertung der 2. Kategorie, die beiden ersten einer Bergwertung der 3. Kategorie und der erste einer Bergwertung der 4. Kategorie Punkte erhalten.

### Nicht mehr ausgetragene Wertungen

#### Intergiro und Kombinationswertung

Blaues Trikot des Führenden in der Bergwertung (historisch: Intergiro oder Kombinationswertung)

Das blaue Trikot (Maglia Azzurra) wurde bis einschließlich 2005 für den Führenden der Intergiro-Wertung vergeben und im Jahr 2006 als das Wertungstrikot der Kombinationswertung.
- Intergiro-Wertung: Etwa auf der Hälfte jeder Etappe wurde die Wertung für den Intergiro genommen. Zuerst wurde die Zeit ermittelt, die jeder Fahrer bis zum Intergiro gebraucht hat. In den letzten Jahren ergab sich die Wertung im Wesentlichen aus den Platzierungen beim Intergiro und nur zu einem geringen Teil aus den erzielten Zeiten. Im letzten Jahr der Austragung war die Intergirowertung eine reine Punktwertung.
- Kombinationswertung: Die Kombinationswertung setzt sich zusammen aus den Ergebnissen des Gesamt-, des Punkte- und des Bergklassements, sowie der Sprintwertung „110 Gazzetta“. Die 15 ersten Fahrer jeder der vier Wertungen erhalten nach jeder Etappe Punkte. Der erste einer Wertung erhält 15 Punkte, der 15. erhält noch einen Punkt. Also kann man pro Etappe maximal 60 Punkte erhalten. Wer nach der Addition aller Etappen die meisten Punkte gesammelt hat, ist der Sieger der Kombinationswertung. Der bisher einzige Sieger dieser Wertung ist Paolo Savoldelli.

#### Schwarzes Trikot

Schwarzes Trikot für den Letzten (historisch)

Zwischen 1946 und 1951 wurde beim Giro das „Schwarze Trikot“ an den Letztplatzierten vergeben. Da sich aber der „Kampf“ um das Trikot zu einem skurrilen Wettbewerb entwickelte, wurde es wieder abgeschafft.

## Hall of Fame
Seit 2012 zeichnet der Giro d’Italia besonders verdiente Fahrer aus der Vergangenheit mit der Aufnahme in eine „Hall of Fame“ aus. Die Aufnahme ist mit der Verleihung einer speziellen Version der Siegestrophäe des Giro verbunden. Bislang wurden nur lebende Persönlichkeiten aufgenommen; der älteste aufgenommene Fahrer ist Ercole Baldini, Sieger von 1958. Bis einschließlich 2024 wurden folgende Fahrer ausgezeichnet:
- 2012: Eddy Merckx
- 2013: Felice Gimondi
- 2014: Stephen Roche
- 2015: Francesco Moser
- 2016: Ercole Baldini
- 2017: Bernard Hinault
- 2018: Miguel Indurain
- 2019: Vittorio Adorni
- 2022: Gianni Motta
- 2023: Franco Balmamion
- 2023: Giuseppe Saronni
- 2024: Gianni Bugno